# Aramornis longurio
Aramornis longurio — викопний вид птахів родини арамових (Aramidae), що існував в міоцені в Північній Америці. Скам'янілі рештки знайдені у відкладеннях формації Шіп Крік у штаті Небраска (США). Відомий лише з решток лівої цівки. Через невелику кількість викопного матеріалу, систематика виду є спірною.